# Phillipp Mwene
Phillipp Mwene (Viena, Austria, 29 de enero de 1994) es un futbolista austriaco que juega de defensa en el 1. FSV Maguncia 05 de la 1. Bundesliga de Alemania.

## Trayectoria
Mwene nació en Viena y tiene ascendencia keniata. Entró a las inferiores del VfB Stuttgart en 2010 y debutó con el segundo equipo el 20 de abril de 2013 contra el SV Wacker Burghausen en la 3. Liga.
En 2016 fichó por el 1. FC Kaiserslautern. En la temporada 2017-18, el austriaco destacó en la posición de lateral por la derecha, anotando cuatro goles y registrando 7 asistencias en 31 encuentros.
En mayo de 2018 el Mainz 05 de la Bundesliga anunció su fichaje.
El 1 de junio de 2021 se hizo oficial su marcha a los Países Bajos para jugar en el PSV Eindhoven las siguientes tres temporadas. Al inicio de la tercera, tras haber disputado 73 partidos y ganado cinco títulos, regresó a Maguncia.

## Selección nacional
Fue internacional en categorías inferiores con la selección de Austria.
El jugador expresó su deseo de jugar a nivel internacional para la selección de Kenia. Finalmente se decantó por Austria y debutó el 4 de septiembre de 2021 en un partido de clasificación para el Mundial 2022 ante Israel que perdieron por 5-2.

### Participaciones en Eurocopas
| Copa          | Sede     | Resultado        | Partidos | Goles |
| ------------- | -------- | ---------------- | -------- | ----- |
| Eurocopa 2024 | Alemania | Octavos de final | 3        | 0     |

## Estadísticas

### Clubes
Actualizado al último partido disputado el 17 de mayo de 2025.
| Club | Div.          | Temporada     | Liga  | Liga  | Copas nacionales(1) | Copas nacionales(1) | Copas internacionales(2) | Copas internacionales(2) | Total | Total |
| Club | Div.          | Temporada     | Part. | Goles | Part.               | Goles               | Part.                    | Goles                    | Part. | Goles |
| --- | ------------- | ------------- | ----- | ----- | ------------------- | ------------------- | ------------------------ | ------------------------ | ----- | ----- |
| VfB Stuttgart II · Alemania | 3.ª           | 2012-13       | 3     | 0     | ―                   | ―                   | ―                        | ―                        | 3     | 0     |
| VfB Stuttgart II · Alemania | 3.ª           | 2013-14       | 20    | 0     | ―                   | ―                   | ―                        | ―                        | 20    | 0     |
| VfB Stuttgart II · Alemania | 3.ª           | 2014-15       | 18    | 0     | ―                   | ―                   | ―                        | ―                        | 18    | 0     |
| VfB Stuttgart II · Alemania | 3.ª           | 2015-16       | 32    | 0     | ―                   | ―                   | ―                        | ―                        | 32    | 0     |
| VfB Stuttgart II · Alemania | Total club    | Total club    | 73    | 0     | 0                   | 0                   | 0                        | 0                        | 73    | 0     |
| 1. F. C. Kaiserslautern · Alemania | 2.ª           | 2016-17       | 34    | 0     | 1                   | 0                   | ―                        | ―                        | 35    | 0     |
| 1. F. C. Kaiserslautern · Alemania | 2.ª           | 2017-18       | 31    | 4     | 2                   | 0                   | ―                        | ―                        | 33    | 4     |
| 1. F. C. Kaiserslautern · Alemania | Total club    | Total club    | 65    | 4     | 3                   | 0                   | 0                        | 0                        | 68    | 4     |
| 1. FSV Maguncia 05 · Alemania | 1.ª           | 2018-19       | 6     | 0     | 1                   | 1                   | ―                        | ―                        | 7     | 1     |
| 1. FSV Maguncia 05 · Alemania | 1.ª           | 2019-20       | 4     | 0     | 0                   | 0                   | ―                        | ―                        | 4     | 0     |
| 1. FSV Maguncia 05 · Alemania | 1.ª           | 2020-21       | 20    | 1     | 0                   | 0                   | ―                        | ―                        | 20    | 1     |
| PSV Eindhoven · Países Bajos | 1.ª           | 2021-22       | 19    | 3     | 4                   | 0                   | 12                       | 0                        | 35    | 3     |
| PSV Eindhoven · Países Bajos | 1.ª           | 2022-23       | 25    | 0     | 3                   | 0                   | 10                       | 0                        | 38    | 0     |
| PSV Eindhoven · Países Bajos | Total club    | Total club    | 44    | 3     | 7                   | 0                   | 22                       | 0                        | 73    | 3     |
| 1. FSV Maguncia 05 · Alemania | 1.ª           | 2023-24       | 23    | 1     | 0                   | 0                   | ―                        | ―                        | 23    | 1     |
| 1. FSV Maguncia 05 · Alemania | 1.ª           | 2024-25       | 32    | 1     | 2                   | 0                   | ―                        | ―                        | 34    | 1     |
| 1. FSV Maguncia 05 · Alemania | Total club    | Total club    | 85    | 3     | 3                   | 1                   | 0                        | 0                        | 88    | 4     |
| Total carrera | Total carrera | Total carrera | 267   | 10    | 13                  | 1                   | 22                       | 0                        | 302   | 11    |
| (1) Incluye datos de la Copa de Alemania, Copa de los Países Bajos y Supercopa de los Países Bajos. (2) Incluye datos de la Liga de Campeones de la UEFA, Liga Europa de la UEFA y Liga Europa Conferencia de la UEFA. |               |               |       |       |                     |                     |                          |                          |       |       |

## Palmarés

### Títulos nacionales
| Título                        | Club          | País         | Año  |
| ----------------------------- | ------------- | ------------ | ---- |
| Supercopa de los Países Bajos | PSV Eindhoven | Países Bajos | 2021 |
| Copa de los Países Bajos      | PSV Eindhoven | Países Bajos | 2022 |
| Supercopa de los Países Bajos | PSV Eindhoven | Países Bajos | 2022 |
| Copa de los Países Bajos      | PSV Eindhoven | Países Bajos | 2023 |
| Supercopa de los Países Bajos | PSV Eindhoven | Países Bajos | 2023 |